# Forza (filosofia)
Forza è un concetto che, inteso nel senso di causa efficiente, è connesso a quello di movimento e ai suoi effetti quantitativi e qualitativi.

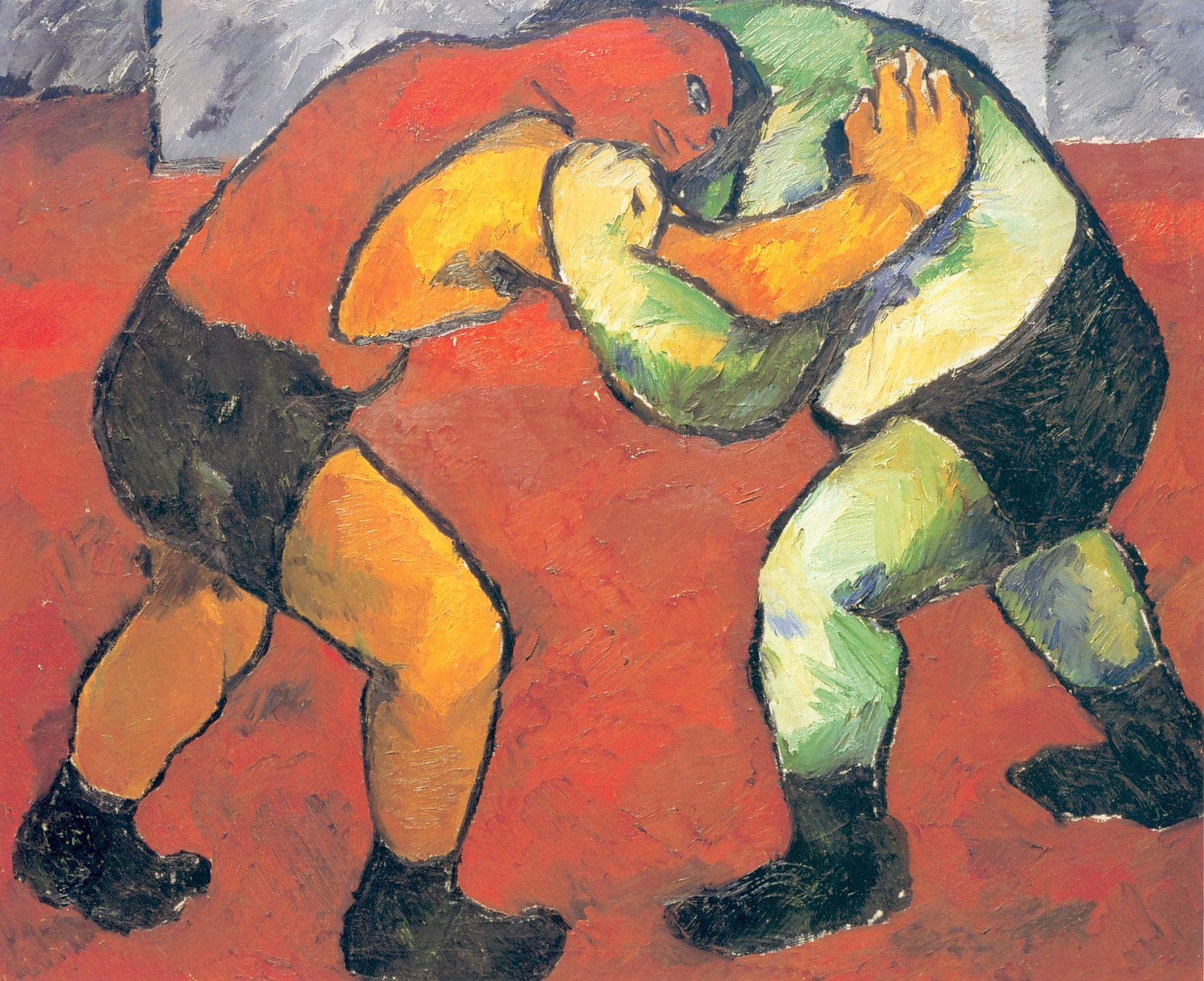
Forze che agiscono in uno scontro fisico (dipinto di Natal'ja Sergeevna Gončarova, 1909)

## Il significato diforzanella concezione antica
Nel pensiero greco arcaico la forza è quella che agisce in un universo tutto vivo e animato, dominato in origine dal caos. Con Empedocle si teorizza come forza l'azione dell'Amore e dell'Odio che aggregano o disgregano i quattro elementi, terra, acqua, aria e fuoco, postulati dagli antichi cosmologi.
Per Anassagora, come per Platone, il "caos" è il luogo della materia informe e rozza a cui attinge un principio dinamico superiore: la "Mente" per Anassagora, o νοῦς (Nùs), e il Demiurgo per Platone, che intervengono organizzando la materia seminale per la formazione del mondo ordinato: il cosmo.
Nella filosofia aristotelica i termini energheia  e dynamis erano in rapporto tra loro con differente valore: la δύναμις, cioè la capacità di compiere una determinata attività era correlata all'ἐνέργεια, all'esercizio di tale attività. La potenza infatti indicava la semplice possibilità di un ente di tradursi in un atto che poteva realizzarsi o meno. La potenza quindi come un valore di realtà solo possibile rispetto all'atto reale realizzato in virtù dell'energheia.
Nello stoicismo la forza unifica i fenomeni dell'universo esprimendosi come "simpatia", effetto del λόγος (logos) divino o «spirito vivificante» (πνεῦμα,  pneuma) che attraversa e ordina ogni cosa.

## Laforzanella concezione cristiana
Con l'avvento del Cristianesimo, che introduce una connotazione positiva al concetto di infinito (contrariamente al pensiero greco antico che considerava l'infinito, come "non finito" e quindi non compiuto ed imperfetto), vi è un capovolgimento di valori: il pensiero cristiano attribuendo a Dio l'onnipotenza, gli dà il significato di una forza creatrice inesauribile per quantità e qualità; mentre in Aristotele l'atto è considerato superiore alla potenza, nel pensiero successivo sarà la potentia, in quanto assume il senso di forza, a prevalere.
Questa forza vivente e inesauribile di Dio si trasmetteva, attraverso le sfere celesti e vari passaggi degradanti, al mondo sublunare, dove ogni movimento costituiva la trasmissione di una forza attiva. Col prevalere delle correnti nominaliste del tardo Medioevo, tuttavia, gli scolastici si concentrarono verso spiegazioni sempre più meccaniche, quando ad esempio Giovanni Buridano introdusse la teoria dell'impetus, da lui inteso come una forza sostitutiva dell'intelligenza motrice, operante non solo nel mondo terrestre ma anche nel movimento di rivoluzione degli astri.
Seppur ridicolizzata nei secoli a venire, la teoria dell'impeto anticipava concezioni affini a quella della «morta» inerzia, che di fatto avrebbe escluso ogni spiegazione vivente e panpsichica della natura.

## Laforzaintesa da Telesio e dai rinascimentali
L'ulteriore mutamento di significato rispetto al pensiero greco è da rimandare alla concezione rinascimentale che con Bernardino Telesio, nel suo De rerum natura, oppone alle cause finali e formali di cui parlavano Aristotele e gli scolastici a proposito del rapporto materia-forma, il binomio materia-forza, intendendo la materia come quel sostrato su cui agiscono due forze, due principia agentia, una condensante, l'altra dilatante: il freddo e il caldo.
Questo nuovo concetto di forza diede luogo a discussioni tra telesiani e aristotelici come quelle che si svilupparono nella nota disputa di Venezia nel 1573. Le successive discussioni relative ai concetti di forza e movimento si avvalsero del contributo della meccanica di Galilei.
Del resto nell'età rinascimentale il concetto di forza come entità o virtus occulta fu ampiamente usato nella magia, soprattutto naturale, e si ritrovò impiegato in vari settori delle scienze fisiche sotto l'aspetto di forze vitali, salutari, morbose ecc.

## Laforzain Leibniz, Newton, Kant
Un ulteriore approfondimento del concetto di forza si ebbe con Leibniz il quale, in polemica con i cartesiani, parla di una "forza viva", concezione già presente nel concetto di conatus già esplicitato da Hobbes e Spinoza. Leibniz, in contrasto con il meccanicismo cartesiano, delineava una nuova concezione della materia giustificandone l'estensione con l'azione effusiva, espansiva della forza.
Il dibattito sul concetto di forza si complicò per la teoria di Newton il quale faceva risalire la formazione dell'universo all'azione di due forze: una repulsiva e una attrattiva, di cui però non spiegava l'origine se non attribuendole all'azione divina.
Nel 1755 Kant riportava le due forze di Newton ad un'unica forza originaria dell'etere contrapponendo al meccanicismo un dinamismo interno all'universo stesso tale da ridurre al minimo l'intervento di Dio che sparirà del tutto nella concezione di Laplace.
Con lo sviluppo della scienza moderna viene abbandonato ogni tentativo di interpretazione metafisica o teologica del concetto di forza.

## Il concetto diforzanel XIX secolo
Alcuni scienziati come Mayer (1814 – 1878), Helmholtz (1821 – 1894) e Hertz (1857 – 1894) decisero di togliere del tutto dall'ambito della meccanica la nozione di forza proprio perché il tentativo di definirne il concetto s'intrecciava con aspetti metafisici e teologici.
Ancora tuttavia nella filosofia ottocentesca della natura di Schelling, partecipe del filone romantico tedesco della Naturphilosophie, compaiono le nozioni di forza repulsiva e attrattiva come elementi dialettici spirituali dello sviluppo delle varie forme naturali, a cui già aveva accennato Goethe seppure da prospettive diverse.
Nell'ambito poi di un volontarismo fortemente determinato e oggettivante come quello di Schopenhauer, la volontà di vivere appare come una forza metafisica, immateriale, noumenica, che agisce all'interno della realtà fenomenica.
L'aspetto metafisico, sia pure non certamente voluto, ricompare nella dottrina di alcuni positivisti come Büchner  o Spencer che sostiene l'esistenza di una forza inconoscibile che agisce dall'esterno e che si aggiunge alla forza intrinseca che agisce su i fenomeni naturali 
Di forza tratta anche Renouvier applicandola alla morale intendendola come potere d'esercizio della libertà diretta al comportamento pratico.

## Concezioni odierne diforza
Ancora nel Novecento la forza è assimilata nell'antroposofia di Steiner alla volontà con i suoi impulsi, mentre viene d'altronde contrapposta al pensiero; mediatrice tra i due estremi è il sentimento. Corrispettivo fisico di questi tre elementi sono quelli già indicati nella goethiana Teoria dei Colori, per cui la luce è collegata al pensare, l'oscurità alla forza, mentre i colori, che scaturiscono dalle loro interazioni, ai sentimenti.
Per il resto la fisica moderna ha messo da parte del tutto la nozione filosofica di forza, così come si era teorizzato fino ad allora nelle generalizzazioni positivistiche, riservandola al significato di una convenzione linguistica relativa a certi rapporti tra grandezze fisiche determinate.

## Laforzanella psicologia
Il concetto di forza fu utilizzato anche nella psicologia (in origine «scienza dell'anima») a cominciare dalle facoltà di cui tratta Aristotele, fino alle idee-forza di Alfred Fouillée, che spiegherebbero lo sviluppo della vita psicologica e morale assieme quello della natura secondo principi spirituali e evoluzionistici.